# Gnamptopteryx cymatia
Gnamptopteryx cymatia är en fjärilsart som beskrevs av George Francis Hampson 1902. Gnamptopteryx cymatia ingår i släktet Gnamptopteryx och familjen mätare. Inga underarter finns listade i Catalogue of Life.